# Xanthorhoe penetrata
Xanthorhoe penetrata är en fjärilsart som beskrevs av Walker 1862. Xanthorhoe penetrata ingår i släktet Xanthorhoe och familjen mätare. Inga underarter finns listade i Catalogue of Life.